# Roncus zburatorul
Espèce
Roncus zburatorul est une espèce de pseudoscorpions de la famille des Neobisiidae.

## Distribution
Cette espèce est endémique de Roumanie. Elle se rencontre à Dubova dans la grotte Peștera Ponicova.

## Description
La femelle holotype mesure 4,00 mm.

## Publication originale
- Dimitrijević, Ćurčić, Ćurčić, Makarov, Ilie & Guirginca, 2008 : On new and little-known pseudoscorpions (Pseudoscorpiones, Arachnida) from the Romanian Carpathians. Archives of Biological Sciences, vol. 60, no 1, p. 117-126.